# ماوندا
ماوندا هي قرية في مقاطعة سردشت، إيران. يقدر عدد سكانها بـ 74 نسمة بحسب إحصاء 2016.